# Håndboldklub Lada
Håndboldklub Lada (russisk: Гандбольный клуб Лада) er en håndbold- og ishockeyklub fra Toljatti i Rusland. Klubbens kvindehåndboldhold nåede Champions League-finalen i 2007, hvor det tabte til Slagelse Dream Team. Holdet har derudover været i Champions League-semifinalen en enkelt gang (2008) og kvartfinalen tre gange (2003, 2004 og 2006), og i 2002 vandt Håndboldklub Lada Cup Winners' Cup.

## Meritter
- Russisk Superliga
  - Vinder: 2002, 2003, 2004, 2005, 2006, 2008
  - Sølv: 2001, 2007, 2014, 2015, 2017, 2018, 2019
  - Bronze: 2009, 2011, 2012, 2016, 2021
- Russiske pokalturnering
  - Vinder: 2006
  - Sølv: 2007, 2009, 2015, 2019
  - Bronze: 2010, 2012, 2013, 2014
- EHF Champions League
  - Finalist: 2007
- EHF Cup Winners' Cup
  - Vinder: 2002
- EHF Cup
  - Vinder: 2012, 2014

## Spillertruppen 2021-22
| Nr. | Navn                    | Nationalitet | Alder                     | Position     |
| --- | ----------------------- | ------------ | ------------------------- | ------------ |
| 2   | Olga Fomina             | Rusland      | 17. april 1989 (35 år)    | Højre fløj   |
| 4   | Jana Zjilinskajte       | Rusland      | 6. marts 1989 (35 år)     | Stregspiller |
| 7   | Julia Kakmolja          | Rusland      | 8. marts 1986 (38 år)     | Stregspiller |
| 14  | Veronika Nikitina       | Rusland      | 16. maj 1992 (32 år)      | Venstre back |
| 16  | Valiantsina Vaitulevitj | Hviderusland | 11. november 1989 (35 år) | Målvogter    |
| 22  | Natalija Resjetnikova   | Rusland      | 5. maj 1990 (34 år)       | Venstre fløj |
| 23  | Anna Golubeva           | Rusland      | 14. december 1993 (31 år) | Venstre back |
| 25  | Olga Sjerbak            | Rusland      | 14. marts 1998 (26 år)    | Playmaker    |
| 28  | Alena Blokhina          | Rusland      | 4. september 1993 (31 år) | Venstre fløj |
| 29  | Valerija Ganitjeva      | Rusland      | 28. december 1996 (28 år) | Højre back   |
| 31  | Darja Dereven           | Rusland      | 2. marts 1992 (33 år)     | Målvogter    |
| 35  | Valerija Kirdjasjeva    | Rusland      | 28. november 2000 (24 år) | Playmaker    |
| 47  | Valetina Barynina       | Rusland      | 22. oktober 1996 (28 år)  | Venstre fløj |
| 75  | Alena Ameltjenko        | Rusland      | 7. maj 1995 (29 år)       | Stregspiller |
| 77  | Anastasia Kudryasjova   | Rusland      | 11. april 1996 (28 år)    | Højre fløj   |
| 78  | Irina Nikitina          | Rusland      | 21. marts 1990 (34 år)    | Playmaker    |
| 88  | Arisjina Liubov         | Rusland      | 7. juli 1998 (26 år)      | Playmaker    |

### Trænerteamet
Holdets trænerteam for sæsonen 2022-23.
- Præsident: Irina Bliznova
- Cheftræner: Alexej Aleksejev
- Assistenttræner: Jekaterina Marennikova
- Assistent/Målvogtertræner: Tatjana Erokhina
- Holdleder: : Anastasia Zubova
- Læge: Sergej Rakhmaej
- Massør: : Natalja Smirnova

## Tidligere spillere
- Jekaterina Marennikova (2004-2010, 2011-2012)
- Nadezjda Muravjeva (2002-2010, 2011-2015)
- Natalja Shipilova (2001-2006, 2010-2013)
- Irina Bliznova (2004-2012, 2014, 2016, 2019-)
- Olga Tjernoivanenko (2008-2014, 2018-)
- Jekaterina Davydenko (2006-2014, 2018-)
- Darja Dmitrijeva (2015-2019)
- Tatjana Erokjina (2002-2013, 2014-2016)
- Oksana Koroljova (2001-2002, 2002-2007)
- Jekaterina Atkova (2008-2009)
- Marija Basarab (2008-2014)
- Jelena Dmitrijeva (2001-2004)
- Tatjana Dronina (2010-2011)
- Olga Gorsjenina (2009-2014)
- Elena Utkina (2015-2019)
- Polina Gorsjkova (2006-2019)
- Alena Ikhneva (2010-2014)
- Anna Karejeva (2001-2004)
- Jekaterina Ilina (2013-2013)
- Olga Akopjan (2015-2016)
- Elizaveta Malasjenko (2013-2017)
- Irina Nikitina (2006-2013)
- Irina Poltoratskaja (2001-2004)
- Ljudmila Postnova (2003-2010)
- Daria Samokhina (2007-2017)
- Marija Sidorova (2001-2012)
- Irina Snopova (2016-2018)
- Inna Suslina (2001-2014)
- Polina Vjakhireva (2004-2007)
- Viktorija Zjilinskajte (2008-2014)
- Jana Zjilinskajte (2008-2014)
- June Andenæs (2013)
- Natalija Parhomenko (2013-2014)
- Julija Andrijtjuk (2013-2014)